# Кілікура
Кілікура (ісп. Quilicura) — комуна в Чилі. Одна з міських комун міста Сантьяго. Входить до складу провінції Сантьяго і Столичного регіону.
Територія  — 58 км². Чисельність населення — 210 410 мешканців (2017). Щільність населення — 3627,8 чол./км².

## Розташування
Комуна розташована на північному заході міста Сантьяго.
Комуна межує:
- на півночі — з комунами Лампа, Коліна
- на сході — з комунами Уечураба, Кончалі
- на півдні — з комуною Ренка
- на південному заході — з комуною Пудауель